# Filippo Negroli

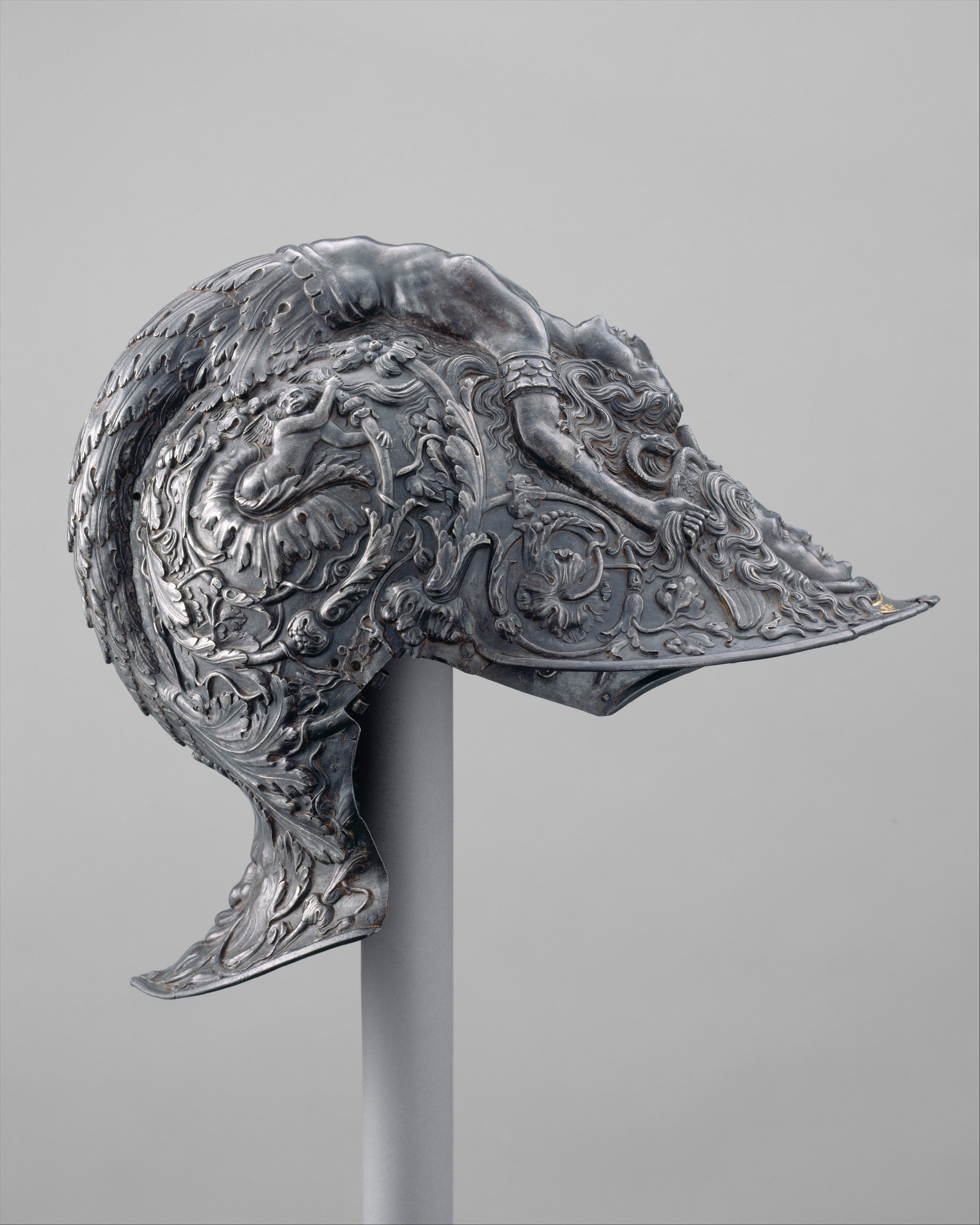
Armadura (MET)

Filippo Negroli (1510–1579) fue un constructor de armaduras italiano, originario de Milán. Es considerado el más famoso constructor de armaduras de todos los tiempos. Trabajó junto a sus hermanos Giovanni Battista y Francesco, en el taller familiar encabezado por su padre Gian Giacomo Negroli. Las obras de Filippo fueron especialmente apreciadas por las casas reales, especialmente por el rey Carlos I de España.
Algunos de sus trabajos son:
- Armadura de Carlos I de España, conservada en la Real Armería del Palacio Real de Madrid.
- Armadura en el Museo Metropolitano de Arte de Nueva York.